# Lili Perle
Albums de Jérémie Bossone
Notre Jeunesse
(2008)
Lili Perle est le premier album du chanteur français Jérémie Bossone sorti en 2006.

## Chansons de l'album
1. Lac Station – 4:43
2. Je m'appelle Stéphane Mallarmé – 4:58
3. Folk Rock Cafés – 3:55
4. La Grille – 4:48
5. Rescapé – 3:36
6. Le Bal des Feux Mourants – 4:22
7. L'Empire – 6:29
8. Le Cargo Noir – 7:53

## Musiciens sur l'album
- Jérémie Bossone : voix, guitares, harmonica, basse
- Benjamin Bossone : batterie